# 1530年流浪者法案
1530年流浪者法案（ Vagabonds Act 1530 ），是英格蘭國王亨利八世通過的一項法案，是英格蘭都鐸王朝濟貧法的一部分。全文標題為「一項法案，規定如何命令年老、貧窮和無能為力的人，被迫靠施捨生活;以及流浪漢和乞丐將如何受到懲罰」。
根據這項法案，流浪漢受到鞭打和比平民更嚴厲的懲罰。然而，它也為那些因疾病、年齡或殘疾而無法工作的人提供了規定。這些“無能為力”的乞丐可以在得到當地治安官的許可下乞討。出於這個原因，該法規被公認為英國第一部至少部分旨在提供救濟而不是懲罰流浪窮人的法律，因為它使治安官對他們所在地區的持牌窮人負責。